# Sylvia Rhone
Sylvia Rhone är en amerikansk skivbolagschef som arbetat åt flera av USA:s större bolag. Hon har haft hand om flera framgångsrika artister under sin karriär, däribland Nelly, Melanie Fiona, Akon, Erykah Badu och Stevie Wonder. I oktober 2004 utsågs hon till president för Motown Records och blev samtidigt vicepresident för Universal Records. Dessförinnan var hon VD för Elektra Entertainment Group och vände det nedläggningshotade bolaget till ett av industrins mest lönsamma bolag. När Rhone blev VD för EEG 1994 blev hon den första afroamerikanskan och den första kvinnan någonsin i musikbranschen att få en sådan titel. Sedan 2012 driver Rhone sitt eget bolag, Vested in Culture. Bolaget har ett distributionsavtal med Epic Records.